# Івановиці-Малі
Івановиці-Малі (пол. Iwanowice Małe) — село в Польщі, у гміні Опатув Клобуцького повіту Сілезького воєводства.
Населення — 475 осіб (2011).
У 1975-1998 роках село належало до Ченстоховського воєводства.

## Демографія
Демографічна структура станом на 31 березня 2011 року:
|          | Загалом | Допрацездатний вік | Працездатний вік | Постпрацездатний вік |
| -------- | ------- | ------------------ | ---------------- | -------------------- |
| Чоловіки | 252     | 61                 | 164              | 27                   |
| Жінки    | 223     | 35                 | 136              | 52                   |
| Разом    | 475     | 96                 | 300              | 79                   |